# Porcelaine Noritake

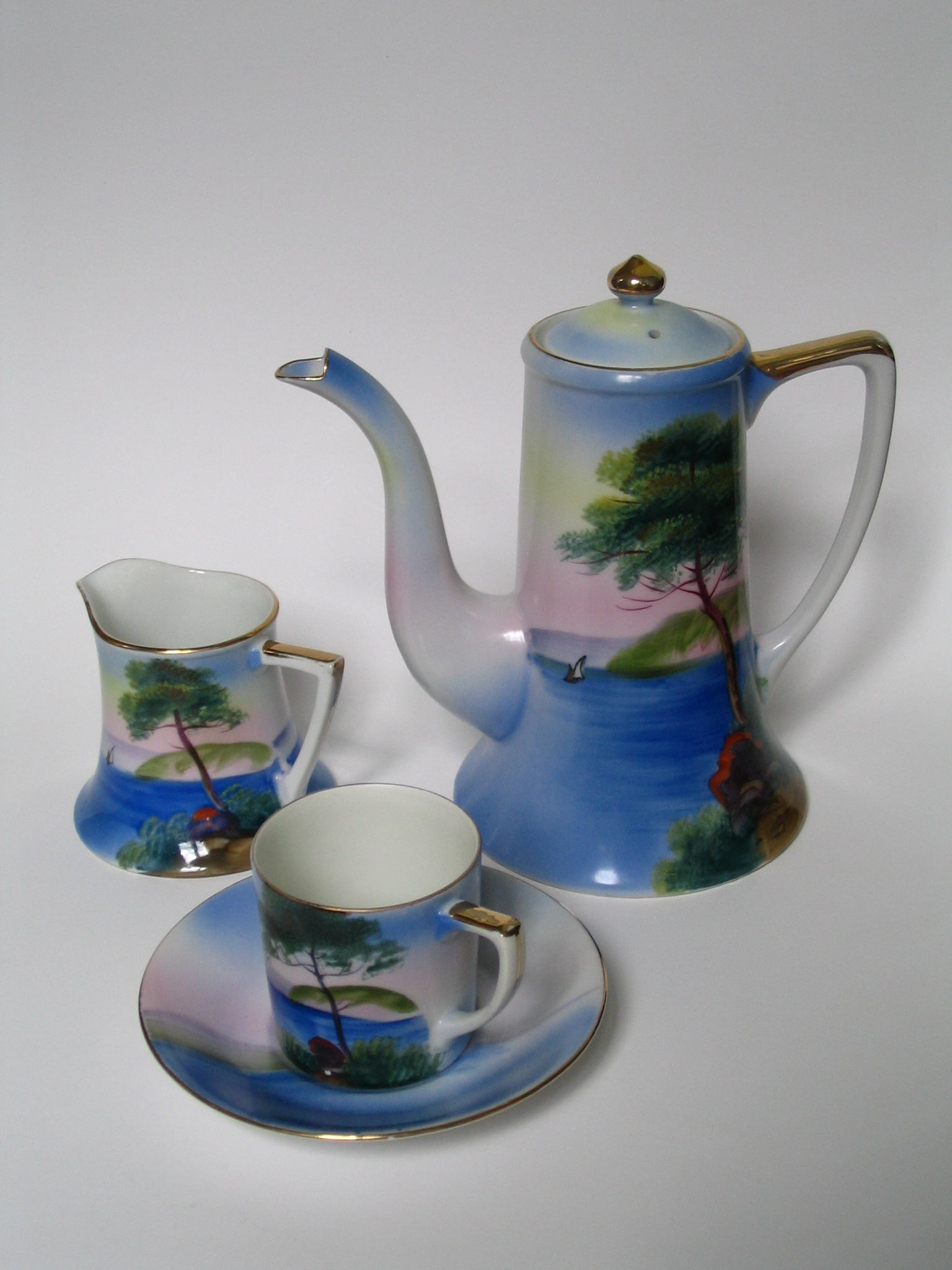
Service à café Noritake vers 1920.

La porcelaine Noritake sort des fours de la manufacture japonaise éponyme fondée en 1876 par le baron Ichizaemon Morimura VI.
Dès ses débuts, la production est entièrement destinée à l’exportation, dès 1878 elle usine et décore ses propres pièces de porcelaine.
En 1908, la manufacture déménage dans le village de Noritake (préfecture d'Aichi), renommé pour sa production de céramique traditionnelle et c’est sous ce nom de Noritake que sera lancée de la vaisselle en porcelaine essentiellement destinée à être exportée aux États-Unis et en Angleterre. La porcelaine, adaptée aux goûts anglo-saxons et décorée dans un style délicat et novateur, connaîtra un succès immédiat.
Le dépôt de la marque en 1908 en Grande-Bretagne et aux États-Unis ainsi que la mécanisation de la production contribue à sa très large diffusion dans le monde anglo-saxon.
La marque Noritake est toujours active de nos jours, mais les pièces produites entre 1910 et 1947 restent les plus prisées des collectionneurs. Les créations Art déco diffusées dans les années 1930 sont les plus recherchées.
L'entreprise Noritake Co., Limited (株式会社ノリタケカンパニーリミテド, Kabushiki-gaisha Noritake Kanpanī Rimitedo) a ouvert un musée consacré à la céramique à Nagoya.